# Roslyakovo
Roslyakovo (Russo: Росляково), é uma localidade urbana localizada no Oblast de Murmansque, Rússia, na península de Kola. Em 2010 a população da cidade era de 8.696 habitantes, e no ano de 1989 a população era de 11.981 habitantes.